# Liste des titres musicaux numéro un au Royaume-Uni en 2009
Cette page liste les titres classés no 1 des ventes de disques au Royaume-Uni pour l'année 2009 selon The Official Charts Company.
Les classements hebdomadaires sont issus des 100 meilleures ventes de singles (UK Singles Chart) et des 100 meilleures ventes d'albums (UK Albums Chart). Ils prennent en compte les ventes physiques et digitales. Ils sont dévoilés le dimanche.

## Classement des singles
| №  | Date         | Artiste                                                  | Titre                                    | Référence |
| -- | ------------ | -------------------------------------------------------- | ---------------------------------------- | --------- |
| 1  | 4 janvier    | Alexandra Burke                                          | Hallelujah                               |           |
| 2  | 11 janvier   | Lady Gaga feat. Colby O'Donis                            | Just Dance                               |           |
| 3  | 18 janvier   | Lady Gaga feat. Colby O'Donis                            | Just Dance                               |           |
| 4  | 25 janvier   | Lady Gaga feat. Colby O'Donis                            | Just Dance                               |           |
| 5  | 1er février  | Lily Allen                                               | The Fear                                 |           |
| 6  | 8 février    | Lily Allen                                               | The Fear                                 |           |
| 7  | 15 février   | Lily Allen                                               | The Fear                                 |           |
| 8  | 22 février   | Lily Allen                                               | The Fear                                 |           |
| 9  | 1er mars     | Kelly Clarkson                                           | My Life Would Suck Without You           |           |
| 10 | 8 mars       | Flo Rida feat. Kesha                                     | Right Round                              |           |
| 11 | 15 mars      | Vanessa Jenkins & Bryn West feat. Tom Jones & Robin Gibb | Islands in the Stream                    |           |
| 12 | 22 mars      | Lady Gaga                                                | Poker Face                               |           |
| 13 | 29 mars      | Lady Gaga                                                | Poker Face                               |           |
| 14 | 5 avril      | Lady Gaga                                                | Poker Face                               |           |
| 15 | 12 avril     | Calvin Harris                                            | I'm Not Alone                            |           |
| 16 | 19 avril     | Calvin Harris                                            | I'm Not Alone                            |           |
| 17 | 26 avril     | Tinchy Stryder (en) feat. N-Dubz                         | Number 1                                 |           |
| 18 | 3 mai        | Tinchy Stryder (en) feat. N-Dubz                         | Number 1                                 |           |
| 19 | 10 mai       | Tinchy Stryder (en) feat. N-Dubz                         | Number 1                                 |           |
| 20 | 17 mai       | The Black Eyed Peas                                      | Boom Boom Pow                            |           |
| 21 | 24 mai       | Armand Van Helden feat. Dizzee Rascal                    | Bonkers                                  |           |
| 22 | 31 mai       | Armand Van Helden feat. Dizzee Rascal                    | Bonkers                                  |           |
| 23 | 7 juin       | The Black Eyed Peas                                      | Boom Boom Pow                            |           |
| 24 | 14 juin      | Pixie Lott                                               | Mama Do (Uh Oh, Uh Oh)                   |           |
| 25 | 21 juin      | David Guetta feat. Kelly Rowland                         | When Love Takes Over                     |           |
| 26 | 28 juin      | La Roux                                                  | Bulletproof                              |           |
| 27 | 5 juillet    | Cascada                                                  | Evacuate the Dancefloor                  |           |
| 28 | 12 juillet   | Cascada                                                  | Evacuate the Dancefloor                  |           |
| 29 | 19 juillet   | JLS                                                      | Beat Again                               |           |
| 30 | 26 juillet   | JLS                                                      | Beat Again                               |           |
| 31 | 2 août       | The Black Eyed Peas                                      | I Gotta Feeling                          |           |
| 32 | 9 août       | Tinchy Stryder (en) feat. Amelle                         | Never Leave You                          |           |
| 33 | 16 août      | The Black Eyed Peas                                      | I Gotta Feeling                          |           |
| 34 | 23 août      | David Guettafeat. Akon                                   | Sexy Bitch                               |           |
| 35 | 30 août      | Dizzee Rascal feat. Calvin Harris                        | Holiday                                  |           |
| 36 | 6 septembre  | Jay-Z feat. Kanye West & Rihanna                         | Run This Town                            |           |
| 37 | 13 septembre | Pixie Lott                                               | Boys and Girls                           |           |
| 38 | 20 septembre | Taio Cruz                                                | Break Your Heart                         |           |
| 39 | 27 septembre | Taio Cruz                                                | Break Your Heart                         |           |
| 40 | 4 octobre    | Taio Cruz                                                | Break Your Heart                         |           |
| 41 | 11 octobre   | Chipmunk feat. Dayo Olatunji                             | Oopsy Daisy                              |           |
| 42 | 18 octobre   | Alexandra Burke feat. Flo Rida                           | Bad Boys                                 |           |
| 43 | 25 octobre   | Cheryl Cole                                              | Fight for This Love                      |           |
| 44 | 1er novembre | Cheryl Cole                                              | Fight for This Love                      |           |
| 45 | 8 novembre   | JLS                                                      | Everybody in Love                        |           |
| 46 | 15 novembre  | The Black Eyed Peas                                      | Meet Me Halfway                          |           |
| 47 | 22 novembre  | The X Factor Finalists 2009                              | You Are Not Alone                        |           |
| 48 | 29 novembre  | Peter Kay's Animated All Star Band                       | The Official BBC Children in Need Medley |           |
| 49 | 6 décembre   | Peter Kay's Animated All Star Band                       | The Official BBC Children in Need Medley |           |
| 50 | 13 décembre  | Lady Gaga                                                | Bad Romance                              |           |
| 51 | 20 décembre  | Rage Against the Machine                                 | Killing in the Name                      |           |
| 52 | 27 décembre  | Joe McElderry                                            | The Climb                                |           |

## Classement des albums
| №  | Date         | Artiste           | Titre                                        | Référence |
| -- | ------------ | ----------------- | -------------------------------------------- | --------- |
| 1  | 4 janvier    | Take That         | The Circus                                   |           |
| 2  | 11 janvier   | Kings of Leon     | Only by the Night                            |           |
| 3  | 18 janvier   | The Script        | The Script                                   |           |
| 4  | 25 janvier   | White Lies        | To Lose My Life...                           |           |
| 5  | 1er février  | Bruce Springsteen | Working on a Dream                           |           |
| 6  | 8 février    | Bruce Springsteen | Working on a Dream                           |           |
| 7  | 15 février   | Lily Allen        | It's Not Me, It's You                        |           |
| 8  | 22 février   | Kings of Leon     | Only by the Night                            |           |
| 9  | 1er mars     | The Prodigy       | Invaders Must Die                            |           |
| 10 | 8 mars       | U2                | No Line on the Horizon                       |           |
| 11 | 15 mars      | U2                | No Line on the Horizon                       |           |
| 12 | 22 mars      | Ronan Keating     | Songs for My Mother                          |           |
| 13 | 29 mars      | Ronan Keating     | Songs for My Mother                          |           |
| 14 | 5 avril      | Lady Gaga         | The Fame                                     |           |
| 15 | 12 avril     | Lady Gaga         | The Fame                                     |           |
| 16 | 19 avril     | Lady Gaga         | The Fame                                     |           |
| 17 | 26 avril     | Lady Gaga         | The Fame                                     |           |
| 18 | 3 mai        | Bob Dylan         | Together Through Life                        |           |
| 19 | 10 mai       | Bob Dylan         | Together Through Life                        |           |
| 20 | 17 mai       | Green Day         | 21st Century Breakdown                       |           |
| 21 | 24 mai       | Eminem            | Relapse                                      |           |
| 22 | 31 mai       | Eminem            | Relapse                                      |           |
| 23 | 7 juin       | Paolo Nutini      | Sunny Side Up                                |           |
| 24 | 14 juin      | Kasabian          | West Ryder Pauper Lunatic Asylum             |           |
| 25 | 21 juin      | Kasabian          | West Ryder Pauper Lunatic Asylum             |           |
| 26 | 28 juin      | Michael Jackson   | Number Ones                                  |           |
| 27 | 5 juillet    | Michael Jackson   | The Essential Michael Jackson                |           |
| 28 | 12 juillet   | Michael Jackson   | The Essential Michael Jackson                |           |
| 29 | 19 juillet   | Michael Jackson   | The Essential Michael Jackson                |           |
| 30 | 26 juillet   | Michael Jackson   | The Essential Michael Jackson                |           |
| 31 | 2 août       | Michael Jackson   | The Essential Michael Jackson                |           |
| 32 | 9 août       | Michael Jackson   | The Essential Michael Jackson                |           |
| 33 | 16 août      | Michael Jackson   | The Essential Michael Jackson                |           |
| 34 | 23 août      | Calvin Harris     | Ready for the Weekend                        |           |
| 35 | 30 août      | Arctic Monkeys    | Humbug                                       |           |
| 36 | 6 septembre  | Arctic Monkeys    | Humbug                                       |           |
| 37 | 13 septembre | Vera Lynn         | We'll Meet Again: The Very Best of Vera Lynn |           |
| 38 | 20 septembre | Muse              | The Resistance                               |           |
| 39 | 27 septembre | Madonna           | Celebration                                  |           |
| 40 | 4 octobre    | Paramore          | Brand New Eyes                               |           |
| 41 | 11 octobre   | Barbra Streisand  | Love Is the Answer                           |           |
| 42 | 18 octobre   | Editors           | In This Light and on This Evening            |           |
| 43 | 25 octobre   | Alexandra Burke   | Overcome                                     |           |
| 44 | 1er novembre | Cheryl Cole       | 3 Words                                      |           |
| 45 | 8 novembre   | Cheryl Cole       | 3 Words                                      |           |
| 46 | 15 novembre  | JLS               | JLS                                          |           |
| 47 | 22 novembre  | Leona Lewis       | Echo                                         |           |
| 48 | 29 novembre  | Susan Boyle       | I Dreamed a Dream                            |           |
| 49 | 6 décembre   | Susan Boyle       | I Dreamed a Dream                            |           |
| 50 | 13 décembre  | Susan Boyle       | I Dreamed a Dream                            |           |
| 51 | 20 décembre  | Susan Boyle       | I Dreamed a Dream                            |           |
| 52 | 27 décembre  | Michael Bublé     | Crazy Love                                   |           |

## Meilleures ventes de l'année
| Singles | Albums |
| --- | --- |
| 1. Lady Gaga – Poker Face 2. The Black Eyed Peas - I Gotta Feeling 3. Lady Gaga – Just Dance 4. Cheryl Cole - Fight for This Love 5. Joe McElderry - The Climb 6. La Roux - In for the Kill 7. The Black Eyed Peas - Boom Boom Pow 8. Rage Against the Machine - Killing in the Name 9. Alexandra Burke feat. Flo Rida - Bad Boys 10. The Black Eyed Peas – Meet Me Halfway | 1. Susan Boyle – I Dreamed a Dream 2. Lady Gaga - The Fame 3. Michael Bublé - Crazy Love 4. The Black Eyed Peas - The END 5. Kings of Leon - Only by the Night 6. JLS - JLS 7. Beyoncé - I Am... Sasha Fierce 8. Paolo Nutini - Sunny Side Up 9. Lily Allen - It's Not Me, It's You 10. Robbie Williams - Reality Killed the Video Star |